# Psicología popular
La psicología popular o psicología del sentido común es la teoría implícita que el común de las personas usa para explicar la conducta de sus semejantes. En este grupo de creencias se incluyen todas aquellas que la gente usa durante su vida diaria, pero que no pueden ser comprobadas experimentalmente.
Ejemplos de psicología popular es el intento de las personas de explicar la conducta acudiendo a conceptos como creencias o deseos -algunos añadirían todos los demás conceptos mentalistas-. Los filósofos de la mente no están completamente de acuerdo si estos conceptos existen más allá de su aparente utilidad en las condiciones sociales normales. 